# Akcelerator ze zmiennym gradientem pola

Schematyczne przekroje pokazujące rozmieszczenie i wygląd sektorów ogniskujących i rozogniskowujących w akceleratorze ze zmiennym gradientem pola.

Akcelerator ze zmiennym gradientem pola – akcelerator, w którym orbity przyspieszanych cząstek są stabilizowane za pomocą soczewek magnetycznych ogniskujących i rozogniskowujących, ustawionych naprzemiennie.
Układ porównywany jest do optycznego układu odpowiednio ustawionych soczewek rozpraszających i skupiających używanych do formowania wiązki optycznej.
Siły stabilizujące są w większe niż w akceleratorach ze stałym gradientem. Większe siły powodują mniejsze oscylacje cząstek wokół orbity stabilnej, co pozwala na stosowanie mniejszych komór próżniowych, a tym samym i znacznie mniejszych układów magnesów. Ma to duże znaczenie dla akceleratorów wysokich energii, gdyż zmniejsza ich koszt.
Stosowane są rozwiązania w których kształtuje się odpowiednio bieguny magnesów zakrzywiających tor cząstek lub stosuje się oddzielne sekcje zakrzywiające tor lotu cząstki i oddzielne sekcje ogniskujące i stabilizujące wiązkę.
Zdolność skupiająca akceleratora zależy od liczby N naprzemiennie ustawionych sektorów z gradientem pola magnetycznego (raz dodatni, raz ujemny). Ich liczba wyznacza najlepiej ogniskujący wskaźnik gradientu n w tych sektorach (gdy wartości bezwzględne gradientów są równe):
{\displaystyle n=\pm {\frac {N^{2}}{16}}}
Gdy spełnione są te warunki, cząstka przechodząca przez sektory znajduje się w sektorach ogniskujących, średnio, dalej od orbity stabilnej, niż w sektorach rozogniskowujących. W takim wypadku, siła przyciągająca działająca na cząstkę jest większa niż siła odpychająca, tak jak w akceleratorze ze stałym gradientem. W następnym sektorze rozogniskowującym znów zostanie ona zepchnięta na dalszą orbitę, a gdy wpadnie do kolejnego sektora ogniskującego, znów będzie podlegała powyższemu procesowi.
Metoda ta wymaga bardzo precyzyjnego wykonania elektromagnesów. Nawet małe niedokładności (różnice gradientów dodatnich i ujemnych w elektromagnesach) powodują silne zaburzenia w torach lotu przyspieszanych cząstek.